# Raiza Beltrán
Raiza Beltrán (26 de agosto de 1994) es una jugadora de balonmano nacida en Cuba. Ella juega para el club Guantánamo y es miembro del equipo nacional cubano. Ella compitió en el Campeonato Mundial de Balonmano en Dinamarca.
Premios
- Beltrán estuvo en el primer puesto en los Juegos Centroamericanos y del Caribe 2014.
- Obtuvo el primer puesto en los NORCECA de balonmano 2015.
- En los Juegos Panamericanos de 2015 obtuvo el segundo puesto en los campeonatos de balonmano.